# Buchboden

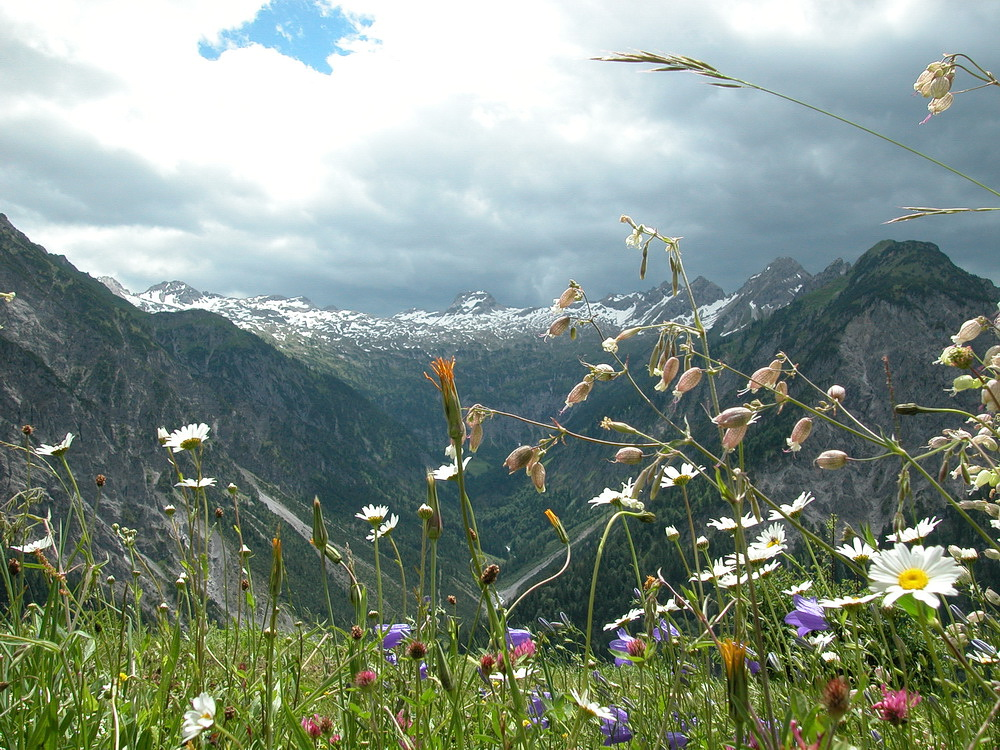
Blick ins Gadental

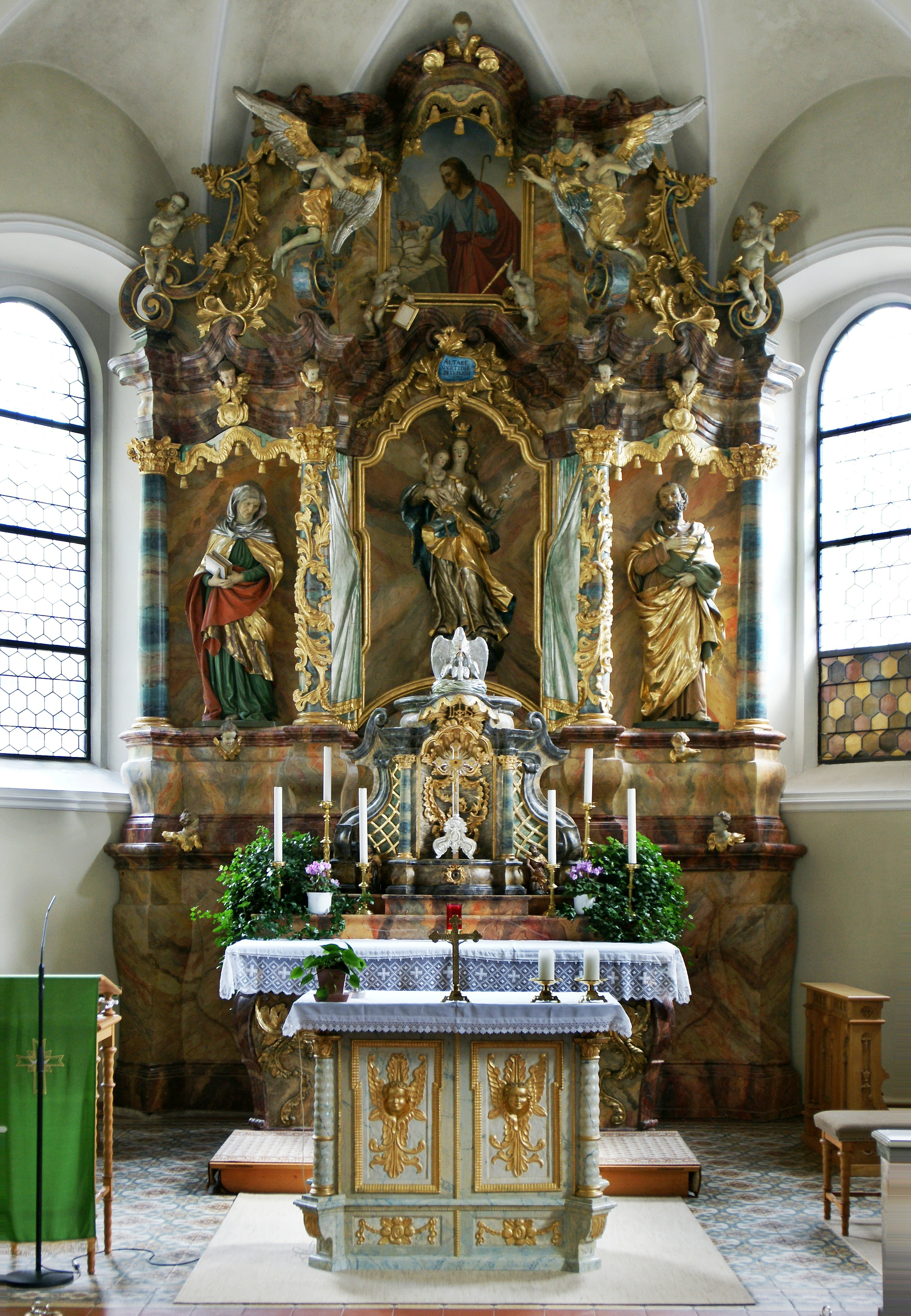
Hochaltar der Pfarrkirche

Buchboden ist eine Fraktion der Gemeinde Sonntag und liegt im westlichsten Bundesland Österreichs, Vorarlberg, im Bezirk Bludenz, im Großen Walsertal auf etwa 900 Metern Höhe. 27,4 % der Fläche sind bewaldet, 43 % der Fläche entfallen auf alpines Gelände. Im Süden des Ortes erhebt sich der Berg Rote Wand.

## Geschichte
Buchboden wurde im Mittelalter, wegen des zahlreichen Raubwildes (Bären, Luchse, Geier etc.) Geiersboden genannt. Die ganzjährige Besiedelung wird mit der Errichtung der Kapelle angenommen. Bereits zuvor wurde das Gebiet als Maiensäss und Alpgebiet genutzt.
Schon 1638 stand der Ortschronik zufolge in Buchboden für die Badegäste des nah gelegenen Kurhauses Bad Rothenbrunnen (siehe: Bad Rotenbrunnen) eine Kapelle. 1687 wurde ein Kirchlein errichtet, das 1710 zur Pfarrei erhoben wurde.
Überliefert ist, dass die Kirche, der Pfarrhof und ein Wohnhaus 1726 wegen Unachtsamkeit eines Betrunkenen abbrannten. Die drei Glocken schmolzen dabei. 1726 erfolgte ein Neubau der Pfarrkirche Buchboden. Das Patrozinium wird zu Mariä Geburt am 8. September gefeiert.
Auf dem Walserweg zwischen Sonntag und Boden sind mehrere Informationstafeln angebracht, die den Wanderer über die Geschichte des Tales informieren.

## Bevölkerung
Die Besiedelung wurde großteils von den Walsern durchgeführt. 1743 lebten in Buchboden 120 Menschen. Bei einer Volkszählung am 25. Januar 1815 wurden in 30 Haushalten 130 Personen gezählt. 1843 waren es 142. Während der Alpzeit betrug die Anzahl an hier wohnhaften Personen bis zu 500. 1874 wurden 136 Personen mit dauerhaftem Wohnsitz gezählt und 1910 nur noch 108. 1917 stieg die Bevölkerungszahl wieder auf 136, während in den 1930er Jahren die Bevölkerungszahl auf etwa 100 sank. Nach dem Zweiten Weltkrieg sank die Bevölkerungszahl auf etwa 80 Personen ab.

## Tourismus
Der Tourismus ist im Großen Walsertal von einiger wirtschaftlicher Bedeutung. Gleichwohl bleibt es von den Nachteilen des Massentourismus wegen der Enge des Tales verschont. Zu jeder Jahreszeit gibt es Wander- und Freizeitmöglichkeiten im Biosphärenreservat des Großen Walsertals. Bad Rotenbrunnen ist mit seiner eisenhaltigen Quelle ein geschichtsträchtiges Heilbad am Ausgangspunkt ins Gadental.

## Gadental
Das Gadental hat eine Fläche von 1543 ha und ist als typisches Bergtal der Nördlichen Kalkalpen weitgehend im ursprünglichen und naturnahen Zustand erhalten. Das vom Wasser des Lutzbachs geformte und geschliffene Naturdenkmal „Kessischlucht“ bildet den Eingang zum Gadental, der Kernzone des Biosphärenparks Großes Walsertal. Es bietet Lebensraum für vielfältige Waldgesellschaften und seltene orchideenreiche Spirkenwälder (Frauenschuh, Knabenkraut). Daher ist das Gadental seit 1987 per Verordnung als Naturschutzgebiet geschützt, 1995 wurde das Gadental auch als Natura 2000 Gebiet (FFH-Richtlinie) gemeldet (siehe: Europaschutzgebiet Gadental).